# دیوید مارتینز (بازیکن فوتبال)
دیوید مارتینز (انگلیسی: David Martínez؛ زادهٔ ۲۱ ژانویهٔ ۱۹۹۸) بازیکن فوتبال اهل آرژانتین است.
از باشگاه‌هایی که در آن بازی کرده‌است می‌توان به باشگاه فوتبال ریور پلاته اشاره کرد.
وی همچنین در تیم‌های ملی فوتبال زیر ۱۷ سال آرژانتین و پاراگوئه بازی کرده‌است.